# Eemshaven vasútállomás
Eemshaven vasútállomás vasútállomás Hollandiában, Eemsmond községben.

## Vasútvonalak
Az állomást az alábbi vasútvonalak érintik:
- Sauwerd–Roodeschool-vasútvonal

## Kapcsolódó állomások
A vasútállomáshoz az alábbi állomások vannak a legközelebb:
- Roodeschool vasútállomás

## Lásd még
- Holland vasútállomások listája